# 물밭쥐속
물밭쥐속(Arvicola)은 쥐상과 비단털쥐과에 속하는 설치류 속의 하나이다. 3종을 포함하고 있다. 유럽 전역과 북아시아 대부분 지역의 수생과 건조 서식지 모두에서 발견된다. 북아메리카 서부 지역의 물밭쥐 한 종은 역사적으로 물밭쥐속(Arvicola)으로 분류했지만, 이제는 밭쥐속(Microtus)의 근연종으로 좀더 간주하고 있다. 꼬리 길이 6.5~12.5cm를 제외한 몸길이는 12~22cm이고, 몸무게는 70~250g이다. 무한생장을 하는 것처럼 보인다. 털이 무성하고, 발 가장자리에 털이 나 있어 헤엄을 잘 칠 수 있다.

## 하위 종
- 유럽물밭쥐 (Arvicola amphibius)
- 남서부물밭쥐 (Arvicola sapidus)
- 고산물밭쥐 (Arvicola scherman)